# Social media club
Le Social Media Club est une organisation informelle créée en 2006 à San Francisco dans le but de promouvoir le partage des connaissances et les bonnes pratiques des médias sociaux.

## Histoire

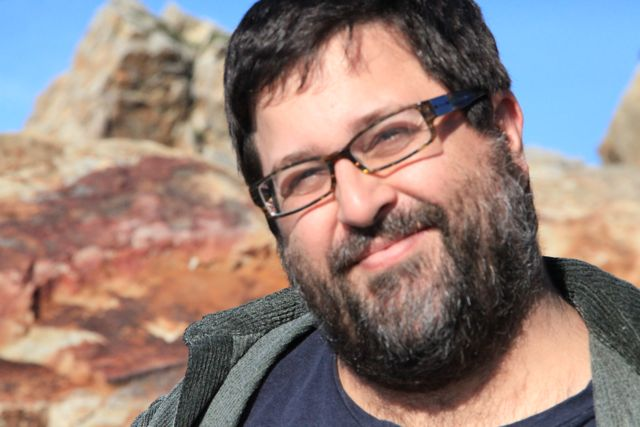
Chris Heuer, fondateur du Social Media Club

Lancé en mars 2006 à San Francisco par Chris Heuer et Kristie Wells, le Social Media Club ou SMC se fixait comme objet de  centraliser les conversations explorant les problématiques clés de notre société dans un monde où les technologies transforment la manière dont les individus se connectent, communiquent, collaborent et se comportent vis-à-vis des autres.
La création du Social Media Club coïncide avec le développement des nouveaux médias, du web 2.0 et des médias sociaux. Sa finalité est de développer la diversité des opinions et perspectives que permettent les médias sociaux, comme l'indique sa devise : "partagez ce que vous recevez !" ("if you get it share it!").

## Mission
La mission principale du Social Media Club est de promouvoir la réflexion sur les médias, les technologies standard, d'encourager les comportements éthiques et de partager les bonnes pratiques qui en sont issues.
Pour ce faire, ils réunissent tous les acteurs de ce domaine, incluant journalistes, éditeurs, professionnels de la communication, artistes, créateurs média amateurs, citoyens journalistes, professeurs, étudiants, développeurs, ainsi que tout autre collaborateur dont les centres d'intérêt rejoignent ceux du SMC.
Le regroupement d'acteurs et de consommateurs d'informations, qui voient dans l'évolution des médias un bénéfice pour chacun, permet d'identifier, développer et diffuser les bonnes pratiques en termes de nouveaux médias.

## Les 7 principes fondamentaux
Chris Heuer a édicté 7 principes fondamentaux, de l'usage des médias sociaux :
1. Soyez humain... mais plus qu'être humain, soyez vous-mêmes
2. Soyez conscient... mais plus qu'être conscient, soyez intelligent
3. Soyez honnête... mais plus qu'être honnête, soyez intègre
4. Soyez respectueux... mais plus qu'être respectueux, vivez en harmonie avec les autres
5. Participez... mais plus que de participer, contribuez
6. Soyez ouvert... mais plus qu'être ouvert, devenez un agent du changement
7. Soyez courageux... mais plus qu'être courageux, n'ayez pas peur d'agir et de vous tromper

## Les chapitres
Un chapitre désigne une représentation locale du Social Media Club.
Le premier a été lancé dans la zone de la Baie de San Francisco Bay, en Californie (États-Unis) le 16 août 2006. Le SMC compte aujourd'hui plus de 200 chapitres sur 6 continents.

### Le chapitre français
Le chapitre français du SMC -également appelé SMCF- a été créé en septembre 2007, pour devenir  une association loi 1901 l’année suivante, à l’initiative de Pierre-Yves Platini, Alban Martin, Julien Jacob et Bertrand Horel. À ce jour le SMC français soutenu par l’association Silicon Sentier, Viadeo et le Groupe La Poste, compte plus de 350 membres. Afin de garantir des débats de qualité et de ne pas tomber dans l’écueil des séances de vulgarisation, l’ouverture du chapitre français est plus restreinte que les chapitres américains et procède d’une cooptation.